# Galdhøpiggen
Galdhøpiggen (norveška izgovorjava: [ˈɡɑ̀ɫhøːˌpɪɡn̩]) je najvišja gora na Norveškem, v Skandinaviji in Severni Evropi. 2469 metrov visoka gora je v občini Lom v okrožju Innlandet v norveškem gorovju Jotunheimen v narodnem parku Jotunheimen. Gora leži približno 25 kilometrov jugozahodno od vasi Fossbergom in približno 45 kilometrov severovzhodno od vasi Øvre Årdal. Obdaja jo več drugih pomembnih gora, vključno s Keilhaus topp na vzhodu; Shranite Styggehøe na jugovzhodu; Svellnosbreahesten, Midtre Tverråtinden in Store Tverråtinden na jugu; Storjuvtinden in Skardstinden na zahodu; Veslpiggen, Storgrovtinden in Storgrovhøe na severozahodu; ter Galdhøi in Juvvasshøi na severovzhodu.

## Etimologija
Galdhøpiggen pomeni »vrh/konica (piggen) gore Galdhø«. Prvi element v imenu gore je gald (m.), kar pomeni »strma gorska cesta«. Zadnji element je hø (f.), kar pomeni »(velika in) zaobljena gora«. Stara cesta med Gudbrandsdalen in Sogn poteka pod goro.

## Zgodovina
Geološko gledano Galdhøpiggen pripada kaledonski orogenezi, tako kot večina južnih norveških gorskih verig. Vrh je iz gabra, trde, a precej grobozrnate kamnine, ki jo najdemo v večini pogorja Jotunheimen. V ledenih dobah je bil močno poledenel in dobil današnjo obliko. Teorijo, da so najvišji vrhovi na Norveškem ostali nad ledom kot nunatak, je večina geologov opustila. Dobro se ujema s sedanjo floro na tem območju, vendar se ne ujema dobro s sedanjim znanjem o debelini ledu in posledicah poledenitve.
Dolga leta geologi niso vedeli, da je Galdhøpiggen v resnici najvišji vrh na Norveškem. To razliko je namesto tega prejela Snøhetta v pogorju Dovrefjell, vidna na kopenski poti Oslo-Trondheim. Zato se na vrh niso poskušali povzpeti, Snøhetta pa je bila prvič obiskana leta 1798 kot del znanstvenega potovanja na to območje. Leta 1844 je geolog in alpinist Baltazar Mathias Keilhau dvakrat neuspešno poskušal doseči vrh. Na enem od teh je dosegel vrh, ki so ga kasneje poimenovali Keilhaus topp (na 2355 m nadmorske višine zelo blizu Galdhøpiggna), vendar so ga nemogoče vremenske razmere prisilile, da se je vrnil.
Leta 1850 so trije možje iz Loma dosegli vrh; vodnik Steinar Sulheim, lokalni učitelj Lars Arnesen in cerkvena upravnica Ingebrigt Flotten.

## Dostopnost in sodoben turizem
Do vrha sta možni dve poti. Ena se začne pri Juvasshytti, druga pa pri Spiterstulenu.
Najlažja pot se začne z Juvasshytta (1850 metrov nadmorske višine, 5 km od vrha), traja približno tri ure navzgor (vključno s približno 45 minutami za pripravo na prečenje ledenika Styggebreen), eno uro na vrhu in približno dve uri nazaj. Nekaj dni poleti nekaj sto ljudi doseže vrh vsak dan. Vodniki so potrebni za prečkanje ledenika, vendar so na voljo vsako poletno jutro. To pot je mogoče uporabljati samo od aprila/maja do septembra, saj je cesta do Juvasshytta zaprta preostali del leta. V smučarskih mesecih aprilu in maju je ledenik prekrit s snegom in ga lahko prečkamo brez vodnika, kadar razmere to dopuščajo.
Druga pot za dosego vrha Galdhøpiggen se začne iz baznega tabora Spiterstulen v Visdalenu, s tehnično lažjim vzponom, a še vedno veliko bolj napornim in daljšim vzponom 1300 metrov. Vzpon traja štiri ure, sestop pa dve uri. Od Spiterstulena pohodnikom ni treba prečkati ledenika Styggebreen, zato vodnik ni potreben. Zagreti peakbaggerji lahko na poti od Spiterstulena štejejo tri vrhove: Svellnose, Keilhaus topp in sam vrh. Vodeni izleti med glavno sezono vas popeljejo na vrh iz Spiterstulena preko dobro znanega modrega ledu na Svellnosbreenu.
Glavna sezona za pohodništvo na Galdhøpiggen je med junijem in avgustom. Sezona je določena s taljenjem in prvim pojavom snega, zato ne sledi določenemu datumu. Vrh je običajna destinacija za smučanje izven prog v mesecih aprilu in maju.
V Juvasshytti je alpsko smučišče z vlečnico na ledeniku, ki sega na 2200 metrov nadmorske višine, najvišje v Skandinaviji. Imenuje se poletni smučarski center Galdhøpiggen in je odprt od junija in vse poletje, ko je cesta odprta.

## Vrh
Glittertind je Galdhøpiggen prej izpodbijal za naslov najvišje gore na Norveškem, saj so nekatere meritve pokazale, da je Glittertind nekoliko višji, vključno z ledenikom na njegovem vrhu.
Vendar se je ta ledenik v zadnjih letih zmanjšal in Glittertind je zdaj visok le 2464 metrov, vključno z ledenikom. Tako je bil spor rešen v korist Galdhøpiggna.
Na vrhu je zgrajena manjša koča. Poleti tukaj prodajajo brezalkoholne pijače, čokoladice, razglednice in druge predmete. Prej je imela norveška poštna uprava tu majhno pošto, ki je bila najvišja v severni Evropi. Galdhøpiggen ni samo najvišji vrh v severni Evropi, vsebuje tudi dva verjetno nezlomljiva hortikulturna rekorda v severni Evropi, ki je zgornja meja za Ranunculus glacialis (ledeniška maslenica) (2370 m) in Saxifraga oppositifolia (nasprotnolistni kamnokreč) (2350 m). Ker poletja nekaj let morda sploh ne bo, to pove nekaj o prilagoditvi teh rož na izjemno ostro podnebje.
V sončnih dneh v poznejšem delu julija in avgusta vrh obišče na stotine ljudi.

## Medijska galerija
- Pogled z vrha proti zahodu
- Pogled z vrha proti vzhodu